# SC Luxembourg
El SC Luxembourg fue un equipo de fútbol de Luxemburgo que alguna vez estuvo en la Division Nationale, la liga de fútbol más importante del país.

## Historia
Fue fundado el 26 de mayo de 1908 en la ciudad de Luxemburgo y fue uno de los equipos fundadores de la Division Nationale en la temporada 1909/10. Consiguió ganar dos títulos de liga en la década de 1910 y nunca descendió de categoría hasta su desaparición el 29 de mayo de 1923 cuando se fusionó con el RC Luxembourg para crear al CA Spora Luxembourg.

## Palmarés
- Division Nationale: 2

1910/11, 1918/19